# Mesterholdenes Europa Cup i håndbold 1967-68 (kvinder)
Mesterholdenes Europa Cup i håndbold 1967-68 for kvinder var den ottende udgave af Mesterholdenes Europa Cup i håndbold for kvinder. Turneringen havde deltagelse af 11 klubhold, der var blevet nationale mestre sæsonen forinden, og blev afviklet som en cupturnering, hvor alle opgørene til og med semifinalerne blev afviklet over to kampe, hvor holdene mødtes både ude og hjemme. Finalen blev afviklet som én kamp på neutral bane.
Turneringen blev for anden sæson i træk vundet af Žalgiris Kaunas fra Sovjetunionen, som i finalen i Bratislava besejrede SC Empor Rostock fra Østtyskland med 13-11. Det var anden sæson i træk, at et sovjetisk og østtysk hold mødtes i finalen.

## Resultater

### Ottendedelsfinaler
| Dato   | Dato   | Hjemmehold i 1. kamp | Udehold i 1. kamp                 | Resultat | Resultat | Resultat |
| 1.kamp | 2.kamp | Hjemmehold i 1. kamp | Udehold i 1. kamp                 | Samlet   | 1.kamp   | 2.kamp   |
| ------ | ------ | -------------------- | --------------------------------- | -------- | -------- | -------- |
| ?      | ?      | Cracovia             | Stade Marseillais Université Club | ?–?      | ?-?      | 09-20    |
| ?      | ?      | Rapid Bucureşti      | Brandval IL                       | 40–16    | 27-10    | 13-60    |
| 12.11. | 26.11. | Slavia Olomouc       | Akademik Sofia                    | 13–11    | 8-6      | 5-5      |

### Kvartfinaler
| Dato   | Dato   | Hjemmehold i 1. kamp | Udehold i 1. kamp   | Resultat | Resultat | Resultat |
| 1.kamp | 2.kamp | Hjemmehold i 1. kamp | Udehold i 1. kamp   | Samlet   | 1.kamp   | 2.kamp   |
| ------ | ------ | -------------------- | ------------------- | -------- | -------- | -------- |
| ?      | ?      | Žalgiris Kaunas      | Eimsbütteler TV     | 33–26    | 23-12    | 10-14    |
| 7.1.   | ?      | Cracovia             | Mora Swift Roermond | 17–13    | 8-7      | 9-6      |
| 4.1.   | 9.1.   | Admira Wien          | Rapid Bucureşti     | 20–43    | 10-19    | 10-24    |
| ?      | ?      | SC Empor Rostock     | Slavia Olomouc      | 24–13    | 14-60    | 10-70    |

### Semifinaler
| Dato   | Dato   | Hjemmehold i 1. kamp | Udehold i 1. kamp | Resultat | Resultat | Resultat |
| 1.kamp | 2.kamp | Hjemmehold i 1. kamp | Udehold i 1. kamp | Samlet   | 1.kamp   | 2.kamp   |
| ------ | ------ | -------------------- | ----------------- | -------- | -------- | -------- |
| ?      | ?      | Žalgiris Kaunas      | Cracovia          | 34–17    | 17-90    | 17-80    |
| ?      | 5.3.   | Rapid Bucureşti      | SC Empor Rostock  | 18–31    | 10-11    | 08-20    |

### Finale
Finalen blev spillet i Bratislava.
| Dato  | Vinder          | Finalist         | Res.  | Pause |
| ----- | --------------- | ---------------- | ----- | ----- |
| 31.3. | Žalgiris Kaunas | SC Empor Rostock | 13–11 | 5-5   |